# Chelsi Shikongo
Chelsi Tashaleen Shikongo (* 28. Juli 1997 in Swakopmund) ist ein namibisches Model und die Gewinnerin des Schönheitswettbewerbs „Miss Namibia 2021“.

## Biographie
Shikongo wuchs in Windhoek und Walvis Bay als das älteste der sieben Kinder ihrer Eltern Bernhard Shidengi und Mary Shikongo auf. Benannt ist sie nach der Schauspielerin und Schönheitskönigin Chelsi Smith. In Walvis Bay besuchte Shikongo von 2010 bis 2014 die Kuisebmond Secondary School. Gegen Ende ihrer Sekundarschulzeit begann sie zu modeln, parallel arbeitete sie über mehrere Jahre in einem Bekleidungsgeschäft. Im Zuge ihrer Tätigkeit für verschiedene Agenturen übersiedelte sie 2019 nach Kapstadt. Unter anderem modelte sie für die FNB Namibia, Sorbet, Spree, Style Magazine, Truworths und Woolworths.
Shikongo nahm an verschiedenen Schönheitswettbewerben teil, kam dabei jedoch nicht über das Halbfinale hinaus. Am 5. Juni 2021 wurde sie schließlich zur Miss Namibia gekürt. Der Wettbewerb fand im Windhoek Country Club Resort in Windhoek statt. Einige Wochen nach der Wahl kam es in den namibischen Medien zu einer Debatte um Rassismus: Sowohl Shikongo als auch die Zweitplatzierte Annerie Maré hatten von den Pupkewitz Holdings ein Auto gesponsert bekommen, jedoch war der hellhäutigen Maré ein höherwertiges und auf sie personalisiertes Modell übergeben worden. Verschiedene Vertreter der Namibischen Medienbranche äußerten sich kritisch darüber, dass die Zweitplatzierte auch seitens der Veranstalter des Miss Namibia-Bewerbes stärker vermarktet werde als Shikongo. Pupkewitz entschuldigte sich für den Vorfall und übergab Shikongo ein höherwertiges Modell.
Shikongo vertrat ihr Heimatland bei der Wahl zur „Miss Universe 2021“.
Shikongo ist Gründerin der Kampagne „I Can Say No, Namibia“ zur Aufklärung und sexuellen Selbstbestimmung. Außerdem betreibt sie den Youtubekanal „NamibianGirl Humor“.